# Mohamed Aberhoun
Mohamed Aberhoun, noto anche come Abarhoun (in arabo محمد أبرهون ‎?; Tétouan, 3 maggio 1989 – Istanbul, 2 dicembre 2020) è stato un calciatore marocchino, di ruolo difensore.
È morto nel dicembre 2020, all'età di 31 anni, a seguito di un tumore dello stomaco, dal quale aveva reso noto essere affetto nel settembre precedente.

## Caratteristiche tecniche
Era un difensore centrale.